# Ilha Ritter

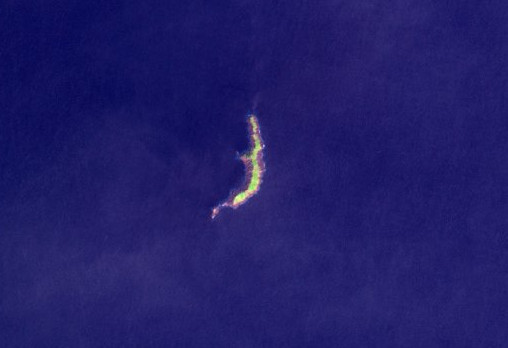
Imagem de satélite da Ilha Ritter

Ilha Ritter é uma pequena ilha vulcânica em forma de crescente 100 km ao noroeste da Nova Guiné, situada entre as ilhas Umboi e Sakar.
Existem várias erupções descritas do vulcão da ilha antes de um espetacular colapso lateral, que teve lugar em 1888. Antes desse evento, e ilha era cônica e circular com cerca de 780 metros de altura. Por volta das 5:30 da manhã, hora local, em 13 de março de 1888, uma grande parte da ilha, contendo, talvez 5 km3 de material deslizou para o mar durante uma erupção freática relativamente pequena, possivelmente VEI 2.  Testemunhas oculares em Finschhafen, 100 km ao sul, ouviram explosões e observaram uma queda quase imperceptível de cinzas. Tsunamis de 12 a 15 metros de altura, foram gerados pelo colapso e devastaram as ilhas próximas e a adjacente costa da Nova Guiné, matando cerca de 3000 pessoas.
O colapso deixou a ilha com 140 metros de altura e 1,9 km de comprimento em forma de crescente. Pelo menos duas pequenas erupções ocorreram desde 1888: em 1972 e outra em 1974, que resultaram na construção de um pequeno edifício submarino .